# Collège doctoral de science et technologie d'Okinawa
Le Collège doctoral de science et technologie d'Okinawa, en japonais 沖縄科学技術大学院大学 (Okinawa Kagaku Gijutsu Daigakuin Daigaku), aussi connu sous le nom en anglais de Okinawa Institute of Science and Technology Graduate University et abrégé en OIST, est une université basé à Onna dans la préfecture d'Okinawa au Japon.
Il propose un programme doctoral en 5 ans en science. Plus de la moitié des étudiants et professeurs sont recrutés hors du Japon et l'ensemble de l’enseignement et des recherches est en anglais.
Il est financé par l'État japonais. Cette subside est divisée en deux segments : une partie concerne le fonctionnement, l'autre concerne les locaux.
En 2019, OIST a été classé comme 1er du Japon et 9eme au monde par le Nature Index pour la proportion de ses recherches publiées dans des revues scientifiques de haute qualité.